# Barco Dragão nos Jogos Asiáticos de Praia de 2008
As competições de Barco Dragão nos Jogos Asiáticos de Praia de 2008 ocorreram entre 19 e 21 de outubro. Seis eventos foram disputados.

## Calendário
| Outubro      | 18 | 19 | 20 | 21 | 22 | 23 | 24 | 25 | 26 | Finais |
| ------------ | -- | -- | -- | -- | -- | -- | -- | -- | -- | ------ |
| Barco Dragão |    | 2  | 2  | 2  |    |    |    |    |    | 6      |

## Quadro de medalhas
| Ordem | País      | Medalha de ouro | Medalha de prata | Medalha de bronze |    |
| ----- | --------- | --------------- | ---------------- | ----------------- | -- |
| 1     | Indonésia | 4               | 2                |                   | 6  |
| 2     | Myanmar   | 2               | 1                |                   | 3  |
| 3     | China     |                 | 3                |                   | 3  |
| 4     | Filipinas |                 |                  | 3                 | 3  |
| 5     | Tailândia |                 |                  | 2                 | 2  |
| 6     | Macau     |                 |                  | 1                 | 1  |
| TOTAL | TOTAL     | 6               | 6                | 6                 | 18 |

## Medalhistas
| Evento                     | Ouro                | Prata               | Bronze        |
| 250m masculino (detalhes)  | MYA Mianmar Myanmar | INA Indonésia       | PHI Filipinas |
| 250m feminino (detalhes)   | INA Indonésia       | CHN China           | THA Tailândia |
| 500m masculino (detalhes)  | MYA Mianmar Myanmar | INA Indonésia       | PHI Filipinas |
| 500m feminino (detalhes)   | INA Indonésia       | CHN China           | THA Tailândia |
| 1000m masculino (detalhes) | INA Indonésia       | MYA Mianmar Myanmar | PHI Filipinas |
| 1000m feminino (detalhes)  | INA Indonésia       | CHN China           | MAC Macau     |